# Poa annua
La fienarola annuale (Poa annua L.)) è una pianta erbacea della famiglia delle Poacee (o Gramineae, nom. cons.), molto diffusa nei tappeti erbosi dei climi temperati.
Nonostante P. annua sia considerata semplicemente una pianta annuale, esistono delle varietà perenni. Poa deriva dal termine greco utilizzato per indicare il foraggio. Nonostante il suo nome, non è una gran specie foraggiera. Questa specie può essersi formata come ibrido tra Poa supina e Poa infirma.

## Descrizione
È una piccola pianta, fibrosa, con radici robuste. Cresce fino a 15–25 cm di altezza. Spesso presenta portamento prostrato a causa del calpestio che ben sopporta.
La spiga è a perta e di forma triangolare lunga 5–7 cm. Le spighette misurano 1 – 2 cm, il periodo di fioritura è lungo, e formano spighe lasse appaiate o debolmente ramificate, a volte si tingono di viola.
Le foglie sono verde brillante, corte e spuntate alle estremità, morbide, con forma simile a quella di una piccola canoa, morbide, aderiscono lungamente al fusto. Le foglie sono ricoperte da una sottile peluria sui due lati e con margini finemente dentellati. A volte vi è una pelosità più pronunciata trasversalmente.
Le ligula è tronca ed argentea. Confronta con la Fienarola comune Poa pratensis, che presenta ligula squadrata, e Poa trivialis, che è sempre tronca ma non argentea.
Fiorisce durante tutto l'anno ad eccezione dei periodi più freddi. Il seme matura e germina per 8 mesi all'anno. La germinazione è rapida, e fiorisce dopo 6 settimane, formando i semi per poi seccarsi.

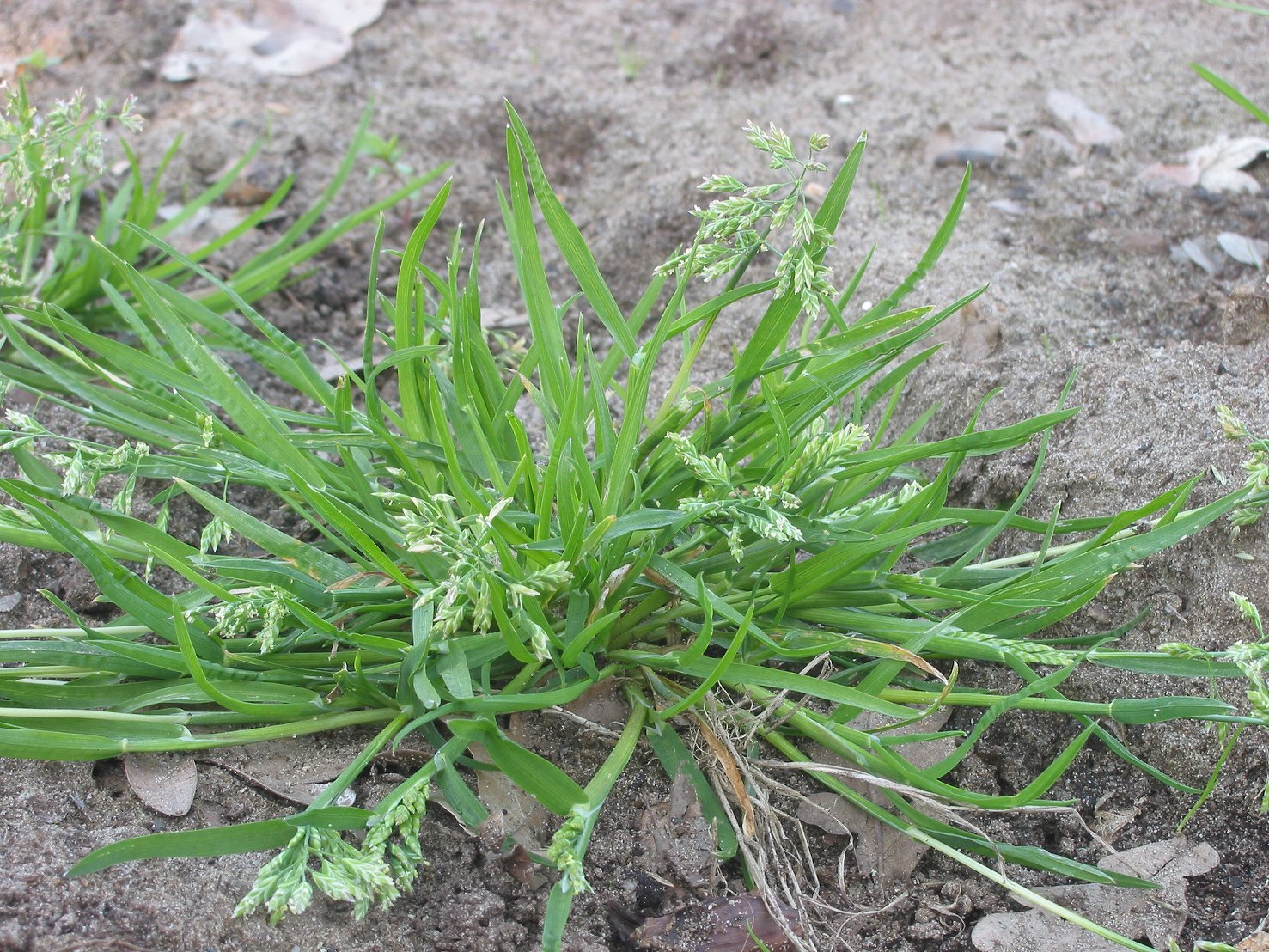
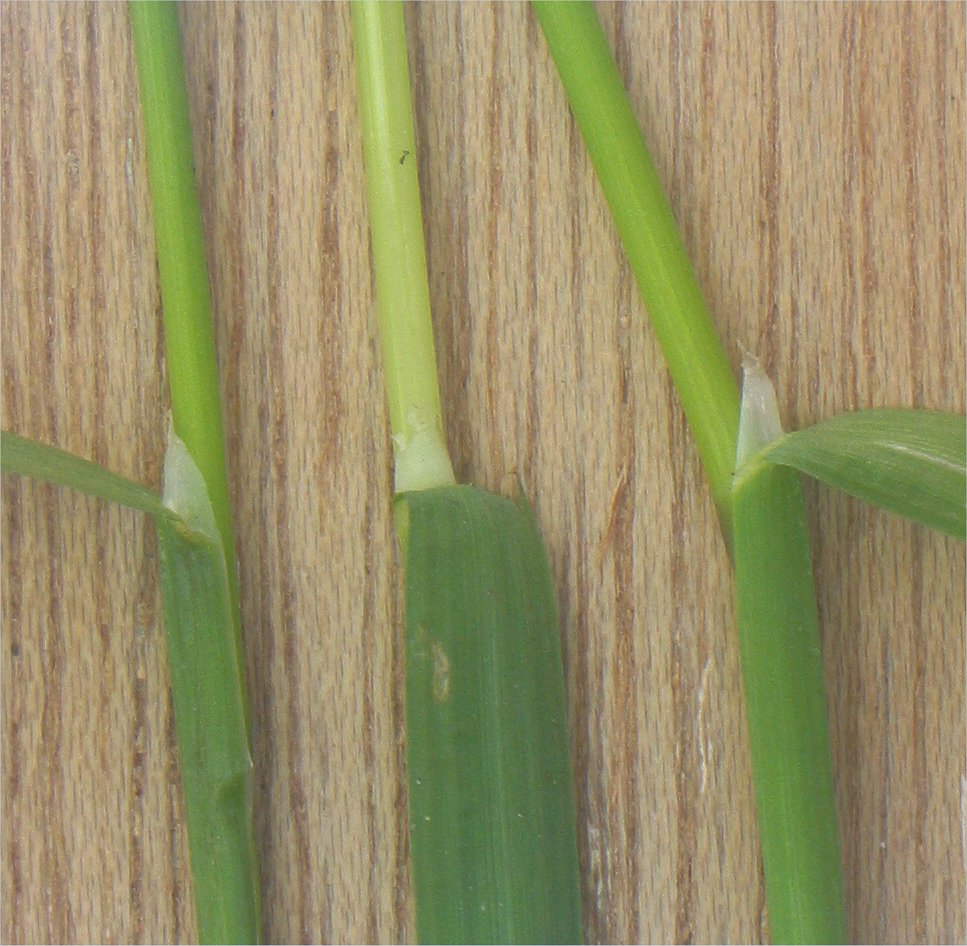
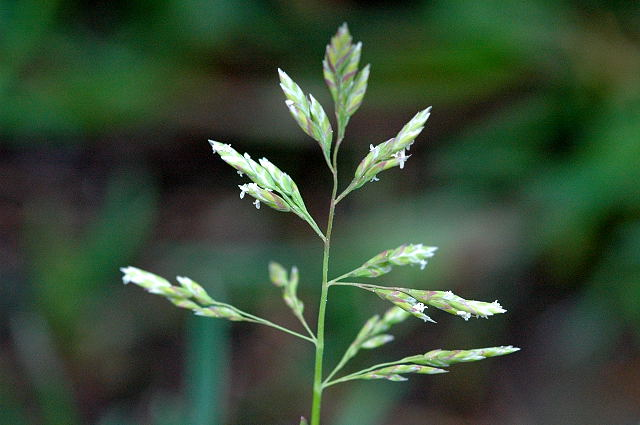
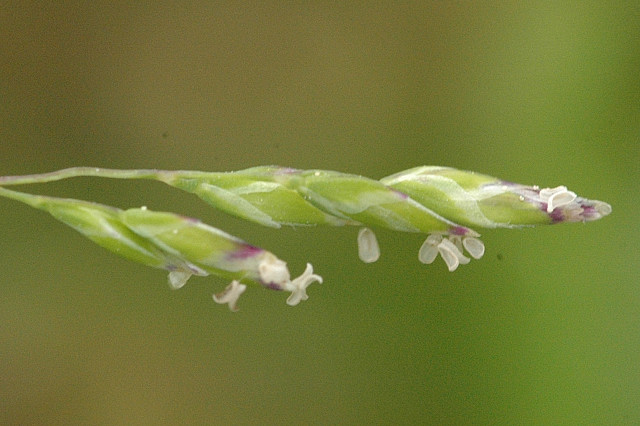

## Distribuzione e habitat
L'areale nativo di questa specie comprende le aree temperate e le montagne tropicali di Asia, Europa e Africa, ma è stata introdotta anche nelle Americhe, in Oceania e in Antartide. È una pianta annuale o biennale e cresce principalmente nel bioma temperato.
È una comune pianta infestante delle coltivazioni. È comune nei prati e cresce anche su suoli poveri. Comune nei campi da golf presso le buche, compreso il famoso Oakmont Country Club, sebbene molti impianti siano stati convertiti a Agrostis stolonifera.
È stata rinvenuta come infestante sull'isola di re Giorgio (Shetland Meridionali) e in Antartide nonché nelle isole subantariche australiane Heard e McDonald e isola Macquarie.